# Сеска Солса
Сеска Солса — герой нартского эпоса у ингушей и чеченцев. Являлся предводителем племени нарт-орстхойцев.

## В Нартском эпосе

#### Рождение
Существует несколько версий о рождении Солсы:
1. Сын нарта Сески. Мать — неизвестна.
2. Вообще,по принципу произношения имен у ингушей и чеченцев, сначала произносят имя отца, а затем сына. А.О Мальсагов полагал что в данном случае, Солса не сын Сески, а сын женщины (чеч. и инг. сесаг). Этот взгляд он обосновывает тем, что Солса был рожден из камня, и усыновлен женщиной[2].
3. Сын Села Саты[2][3]. Этот мотив  встречается реже и он противоречив, если учитывать что Сата была рождена после того, как Села осквернил труп умершей нартской девушки, могилу которой охранял Солса. (см.подробнее "Рождение Села Саты"). Здесь возможны два варианта: либо могилу матери Саты охранял не Солса, а другой нарт, либо Солса не является сыном Саты.

#### Семья
Ввиду наличия множества сказаний, записанных в разных местностях и в различные временные промежутки,а также возможных искажений при записи, информация может быть противоречива. Здесь перечислены все возможные варианты родства.
- У Солсы была дочь, которую он выдал замуж за Киндий Шоа[3] , а сестру за Бятара[2][3].
- По некоторым сказаниям, Солса является единоутробным братом Боткий Ширтки[2][3].
- Брат по отцу —Лорса[3].

#### Характеристика
Люди называли его «Сеска Солса из кованой стали». Умел перемещаться в Эл (мир мёртвых) и имел неимоверную силу, в преданиях говорится, что проверяя острие меча, Солса сумел рассечь скалу у горы Тумсой-Лам, также считается, что на огромной каменной глыбе Зумсоя, следы остались от копыт его коня. Как и все нарты, понимал птичий язык. Подвергался насмешкам со стороны Боткий Ширтки, но приходил просить у него советы и выполнял его указания. В сказаниях натура Солсы двойственна. С одной стороны — он честный, правильный человек и борется с захватчиками. Но с другой стороны он промышляет грабежом и убивает людей. К примеру, враждует с Калой-кантом (нартом, положительным героем) или вместе с остальными орстхойцами убивает сына Боткий Ширтки. Однажды, потеряв на охоте глиняную трубку, он сделал закрутку из липового луба. С тех пор майстинцы стали закручивать табак в липовый луб.

#### Голубь
Спутником Солсы является лесной голубь. Он указывал ему местонахождение ручьев, озер, родников. По преданию, голубка была единственной из птиц и животных, кто принесла умирающему Солсе воды. Выпив медь, Солса умер не сразу, а долго мучался. Он просил воды у пробегавшего мимо волка и пролетавшего над ним ворона,но они отказались ему помочь, сказав что ждут его смерти и хотят полакомиться его внутренностями. Только  лесной голубь принес ему глоток воды. Перед смертью, Солса обвязал шею голубя золотой нитью и сказал «С этих пор твое имя будет связано с моим навеки» . «Iэл кхо-онг Сеска Солса» — «В мире мертвых жалко видеть Сеска Солсу»,— воркует горлинка.  В сказании «Превратилась в голубку», говорится о том, как Солса приехав домой, вручил повод коня жене своего сына, а она была настолько увлечена работой, что положила его на подол и забыла о лошади. Когда она закончила, то обнаружила что лошади нигде нет. Ей стало стыдно, она взмолилась богу Дели и попросила превратить ее в голубку. Бог исполнил просьбу. Солса вышел на улицу и не обнаружил ни невестки ни лошади. Увидев улетающую голубку, он все понял и очень сожалел о случившемся, но поделать ничего не мог. В знак уважения к своей снохе, каждый год он сеял на опушке леса пшеницу. Когда пришло время и Солса умер, голуби вышли на опушку леса и запели печальную песню.
У Солсы был волшебный семиаршинный всеведающий конь, который всегда говорил правду. Он мог перепрыгивать с одной скалы на другую, а от удара копыта его коня образовывался родник.

##### Орел и полевая мышь
Орел приносил печень, связанному похитителями его дочери Солсе, голубь - воду, а полевая мышь перегрызла путы.

#### Отношения с нартами

##### Калой Кант
Есть сказание, в котором говорится, что Солса решил убить человека, который сильнее его. Им оказался Калой. Солса обратился за советом к Ширтке и тот ответил ему, что состоя хотя бы две недели в любовной связи с женщиной, Калой потеряет свою прежнюю силу и его можно будет одолеть. Солса подослал к Калою свою сестру и в итоге пленил Калоя. Будучи плененным, К. попросил дать ему кость. Из этой кости он сделал свирель и начал играть на ней грустную мелодию. Это услышала мать Калоя, и велела братьям поехать и узнать не случилась ли с ним беда. Прибыв, они освободили брата и погнались за Солсой, но тот уже успел переправиться через Терек   и переправить половину баранты. Калой пустился за ним, но уровень воды в реке поднялся. С досады он схватил две огромные скалы и бросил их в Терек, сказав: «Если бы я догнал тебя, то вот что сделал бы!». Оба камня вонзились наполовину в землю. Солса тоже кинул камень, поменьше, нежели тот, и он стоит на том месте, воткнувшись в землю. Камни эти стояли при слиянии реки Армхи с Тереком, против Джераховского поста на Военно-Грузинской дороге.  .

##### Хамчий Патриж
Однажды на охоте, Хамчий Патриж обнаружил куст, оживляющий мертвых. Но нарты ему не поверили и Солса убил его. Затем, кто-то из нартов положил тело убитого на куст и Патриж ожил.

##### Киндий Шоа
Распространены предания о том, как К.Шоа похищает дочь Сеска Солсы. Обычно Солса не сумев справиться с сильной матерью Шоа, одобряет брак. Также записана другая версия предания о его женитьбе. Солса вместе с Боткий Ширткой отправляются в гости к Шоа. Там его мать нечаянно дотрагивается до Солсы и ломает ему кость. У Шоа был волшебный камень, которым стоило лишь провести по ране или перелому и они исчезали. В благодарность Солса отдал ему в жёны свою дочь.

##### Бятар
Однажды Солса спросил у своего всеведающего коня, кто на свете сильнее и мужественнее его. Конь назвал ему имя Бятара. Солса приехал к нему и они долго спорили, спрашивали у людей, но так и не решили кто из них мужественнее и сильнее. Тогда мать Бятара посоветовала им обратится к богу мертвых — Эштру. Они спустились в Эл и попросили Эштра разрешить их спор. Испытав их, Эштр рассудил что Бятар мужественнее и сильнее. Он сказал Солсе что мужество определяется рассудком, а не храбростью, а когда сила соединяется с умом, человек становится могущественным. Признав это, Солса заключил дружбу с Бятаром и выдал за него свою сестру.

#### Сармак
- Солса с помощью громовержца Селы одолел царя дракона (Сартал Сармак). Села молнией поразил Сартала в правый глаз[2].
- Голубь, по просьбе хотевшего пить Солсы, указал на ручей, стекающий со скалы, и всячески препятствовал тому, чтобы он пил из него. Разозлившись, Солса сгоряча убил голубя. Затем он увидел на вершине скалы сармака, из раскрытой пасти которого стекали ядовитые слюни. Солса убил его. Горюя над телом убитого голубя, Солса увидел что подполз другой дракон и утащил голову убитого в гору. Солса последовал за ним и увидел, что тот положил голову на синий камень и из нее выросло новое тело.Понял Солса, что камень волшебный и может оживить убитого. Сеска Солса убил уползающих драконов и оживил голубя.[3]

#### Смерть
Есть разные версии смерти Солсы.
1. Погиб по одной версии от того, что Дела и Села, за частые набеги на людей, уничтожили нартов, заставив выпить расплавленную медь [2].
2. Солса и остальные орстхойцы, поняв, какое разорение и беды несут людям, сами выпили расплавленную медь[2].
3. Однажды, отправившись на охоту, нарты обнаружили куст, оживляющий мертвых животных и людей. С тех пор они оживляли убитых товарищей. За это Дела уничтожил нартов[2].
4. Солса был одноглазым, и когда враги ночью выкололи ему второй глаз, он умер[2].

## Флора и фауна
- Солсамекхаш (усы Солсы) — ковыль [7].
- Солсакхокх — горлинка (голубь нарта Солсы)[7].
- Сопсагӏаьли  — инг. тюльпан[7].

## Топонимия
- На Тумсой-лам, по дороге в Галанчож, есть аул, который называется Пёша. Недалеко от этого аула, на горе Тумсой-Лам есть скала, о которую, говорят, Солса ударил мечом. Вокруг него нет других камней и скал, только трава. О нем рассказывают, будто Солса рассек этот камень надвое, проверяя остроту меча. Недалеко от этого камня есть еще одно место. Там имеется углубление, подобное ямке, куда может вместиться головка сахара. Говорят, эта ямка образовалась от того, что конь Соски Солсы ударил по камню копытом. Эта ямка засыпана землей, чтобы в нее не попадала нога человека или скота[2].
- Есть вблизи Зонах-Аула Шатойского района лощина. Говорят, что много сотен лет назад по этой лощине протекал ручей. Шагах в тридцати от дороги вверх есть пещера, в которой сможет укрыться человек. В этой пещере жили, говорят, три сестры. Сестры, когда им нужна была вода, привязывали кувшин к своим косам и набирали воду из ручья, протекавшего внизу на глубине тридцати шагов. Напротив той горы, где, по рассказам, жили три сестры, к западу, у Варандоя, есть другая гора. Когда появились три сестры, говорят, Солса на своем коне перескакивал с одной горы на другую, где жили сестры. Говорят, что есть следы копыт коня Солсы, которые остались на горе, где жили три сестры. Испугавшись Солсы и не имея возможности спокойно жить там, три сестры перебрались на Башлоам[2].
- Пещера Сеска Солсы возле хребта Цай-лам[2].
- Сеска Солса был настолько могуч, что разрубил своей саблей гору Цӏай-лам[2].

## Астрономические объекты
Три звезды - одна красная, другая темная и третья среднего света, называются Солса-гебагӏа, т.е. Копье Солсы

## Святилище
Рядом с Маго-Ерды было  построено небольшое святилище нартского предводителя Сеска Солсы. От  святилища, по преданию, излучалось сияние, ночью возле него бывало так  светло, что можно было шить. Маготе (Магате, Магогали, Магат) — башенный поселок на лесистой остроконечной горной вершине Загал-Дук в 1,1 км юго-восточнее Салги. Предания сообщают, что данное культовое строение было возведено сыновьями мудреца Маго. Л.П.Семенов  записал, что «праведные люди, проспавшие ночь в этой часовне, видели вещие сны, благодаря которым местное население узнавало о предстоящем урожае,  голоде и т. п.
Храм-святилище имеет почти прямоугольное основание (2.45*2.03 м), двускатно-ступенчатую крышу (6 сланцевых плит с гребенчатым венчанием) и ориентированный по линии север—юг. Сводчатый дверной проем (0.53*1.5 м) у него устроен в западной стене, вплотную к северной. Справа от дверного проема в стене прямоугольная ниша (0.13*0.12*0.35 м). Внутри помещения стены перекрыты стрельчатым сводом. Поперек помещения протянуты две балки. Скальный пол покрыт ровным слоем белой штукатурки. Общая высота строения 2.52 м. Толщина стен 0.48—0.55 м. Сложен памятник тщательно, на известковом растворе. Кладка стен полигональная, приближающаяся к порядковой. Стены снаружи и изнутри подвергнуты обильной штукатурке соответственно желто-охристого оттенка и белого цвета.
Памятник изучался Л.П.Семеновым, И.П.Щеблыкиным, Е.И.Крупновым, М.Б.Мужухоевым и другими специалистами. Он был построен не ранее середины XVII в.

## Список преданий и сказаний
- Сеска Солса и Боткий Ширткъа
- Смерть нартов
- Колой кант и нарт-орстхойцы
- Сеска Солса и тазовая кость
- Бятар и Сеска Солса
- Как Сеска Солса победил Сартала
- Как родился Сеска Солса
- Смех, идущий за позорищем
- Сеска Солса и Селий Пиръа
- Сеска Солса и человечечский череп
- Спор, разрешенный в царстве мёртвых
- Сеска Солса и Батиг Шитка
- Орхустойцы и Ботоко Ширтга
- Во что Боткий Ширтка оценил Сеска Солсу
- Сеска Солса и Батыг Шертга
- Сеска Солса и Вампал
- Сеска Солса и разбойники
- Сказание о нарте Сеска Солсе